# Kéri Bianka
Kéri Bianka (Veszprém, 1994. április 19. –) magyar futó atléta.

## Pályafutása
2011-ben ifjúsági vb-n 400 méteren az elődöntőig jutott. Ezt követően az Európai Ifjúsági Olimpiai Fesztiválon (EYOF) ötödik lett 400 méteren és a 4 × 100 méteres váltóban. A 2012-es junior vb-n 400 méteren az elődöntőben esett ki. A 2013-as junior Eb-n nem jutott a döntőbe. 2015-ben az U23-as Eb-n 800 méteren nem jutott tovább a selejtezőből. A 2016-os Európa-bajnokságon 800 méteren kiesett az elődöntőben. A 2017-es fedett pályás Európa-bajnokságon 800 méteren nem jutott tovább a selejtezőből. A 2017-es universiadén 800 méteren hatodik volt. 2017 decemberében a VEDAC nem hosszabbította meg Kéri edzőjének, Tóthné Stupián Anikónak a szerződését. Ezután Kéri edzőjét követve a Sportolj Velünk SE-be igazolt. A 2018-as atlétikai Európa-bajnokságon 800 méteren a szezonbeli legjobb idejével kiesett. A 2019-es szezon nagy részét kihagyta a bal boka ínhüvelygyulladása miatt. A 2021-es fedett pályás Európa-bajnokságon pozitív PCR tesztje miatt nem indulhatott. A tokiói olimpián 800 méteres síkfutásban előfutamában 7., összesítésben 33. lett.
A 2023-as atlétikai világbajnokságon az elődöntőből nem jutott tovább. A 2024-es fedett pályás atlétikai világbajnokságon 800 méteren 22. lett.

## Eredményei
Magyar bajnokság
- 400 m
  - aranyérmes: 2012, 2014, 2015, 2016, 2023
  - ezüstérmes: 2013
  - bronzérmes: 2011, 2025
- 800 m
  - aranyérmes: 2014, 2015, 2016, 2017, 2018, 2020, 2021, 2022, 2023, 2024, 2025
- 4 × 100 m
  - ezüstérmes: 2016
  - bronzérmes: 2015
- 4 × 400 m
  - aranyérmes: 2012, 2025
  - ezüstérmes: 2017, 2020, 2021, 2022, 2024
  - bronzérmes: 2011, 2013, 2014, 2018

Fedett pályás magyar bajnokság
- 400 m
  - aranyérmes: 2013, 2014, 2022
  - ezüstérmes: 2020
  - bronzérmes: 2011, 2017, 2024
- 800 m
  - aranyérmes: 2013, 2016, 2017, 2021, 2022, 2023, 2024, 2025
  - ezüstérmes: 2019, 2020
  - bronzérmes: 2011
- 4 × 400 m
  - aranyérmes: 2013
  - ezüstérmes: 2011, 2014, 2018
  - bronzérmes: 2016, 2024, 2025

## Díjai, elismerései
- Az év Veszprém megyei sportolója (2015,[7] 2016,[8] 2017,[9] 2018[10])